# Johann Caspar Öberl
Johann Caspar Öberl, auch Eberl, Eberle, Eberlin, Öberli, Öberle, (* 1700; † 1767) war ein Bildhauer aus Friedberg bei Augsburg.

## Leben

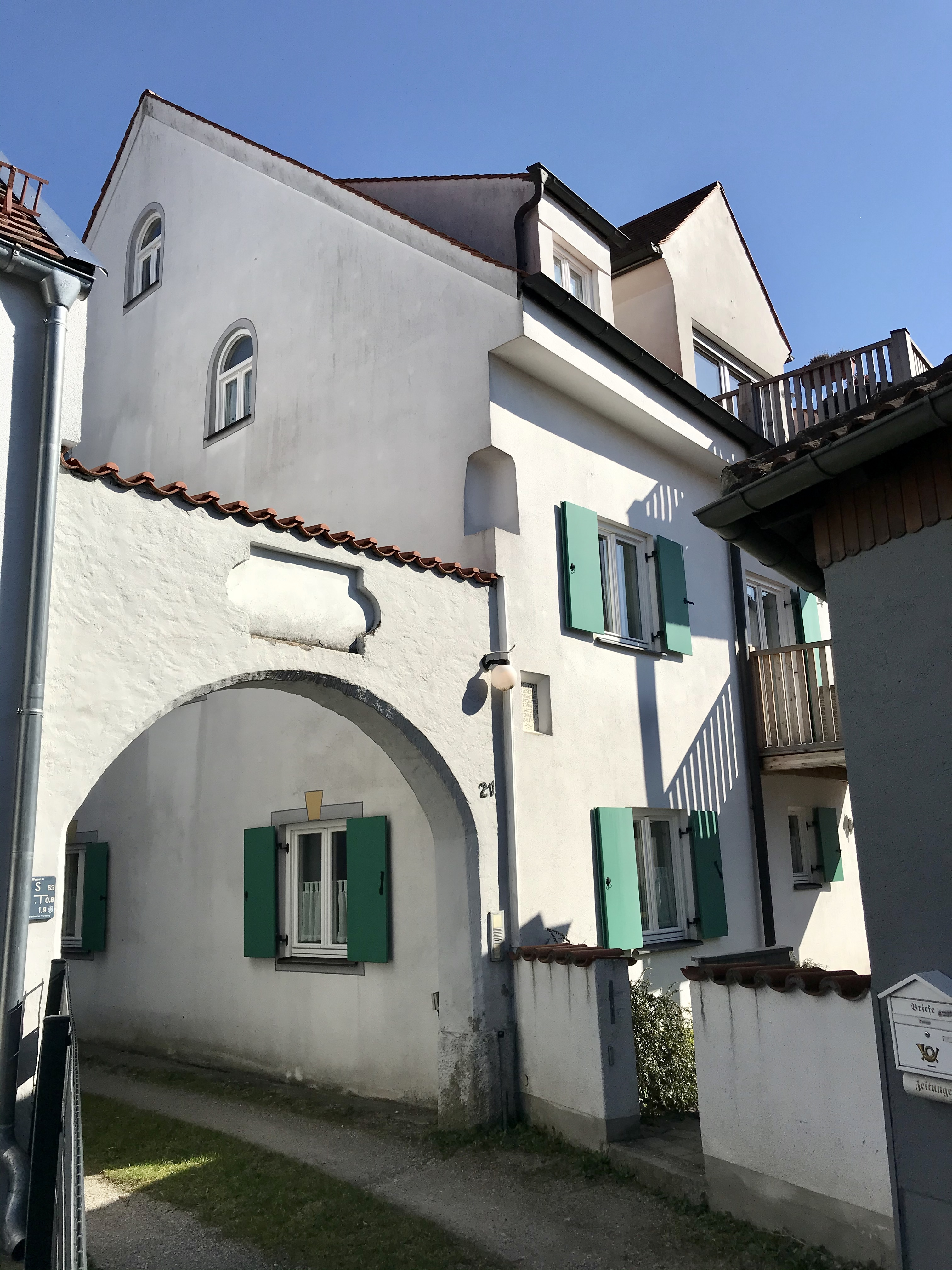
Ehemalige Werkstatt der Öberls in Friedberg

Johann Caspar Öberl kam 1700 zur Welt. Er war ein Sohn von Bartholomäus Öberl, dessen Bildhauerwerkstatt, Unterm Berg Nr. 21, er später übernahm. Als junger Mann geriet Öberl mehrfach mit der Obrigkeit in Konflikt und verbrachte zweimal eine Nacht im Gefängnis. 1728 heiratete er die Friedbergerin Maria Theresia Gölz. Das Paar blieb offenbar kinderlos. Wie sein Vater war Öberl ein lokaler Barockbildhauer, dessen Werke auch über Friedberg hinaus zu finden sind. Die typische Handschrift der Öberls ist beim Sohn noch stärker ausgeprägt: Die Figuren wirken schwer, doch bewegt mit wenig verspielten Faltenbildungen. Die Gesichtszüge wirken herb und die Figuren haben eine scharf ausgebildete charakteristische Nase und elegante Hände und Füße. Nach seinem Tod 1767 wurde Johann Caspar Öberl bei St. Jakob in Friedberg bestattet.

## Werke (Auswahl)

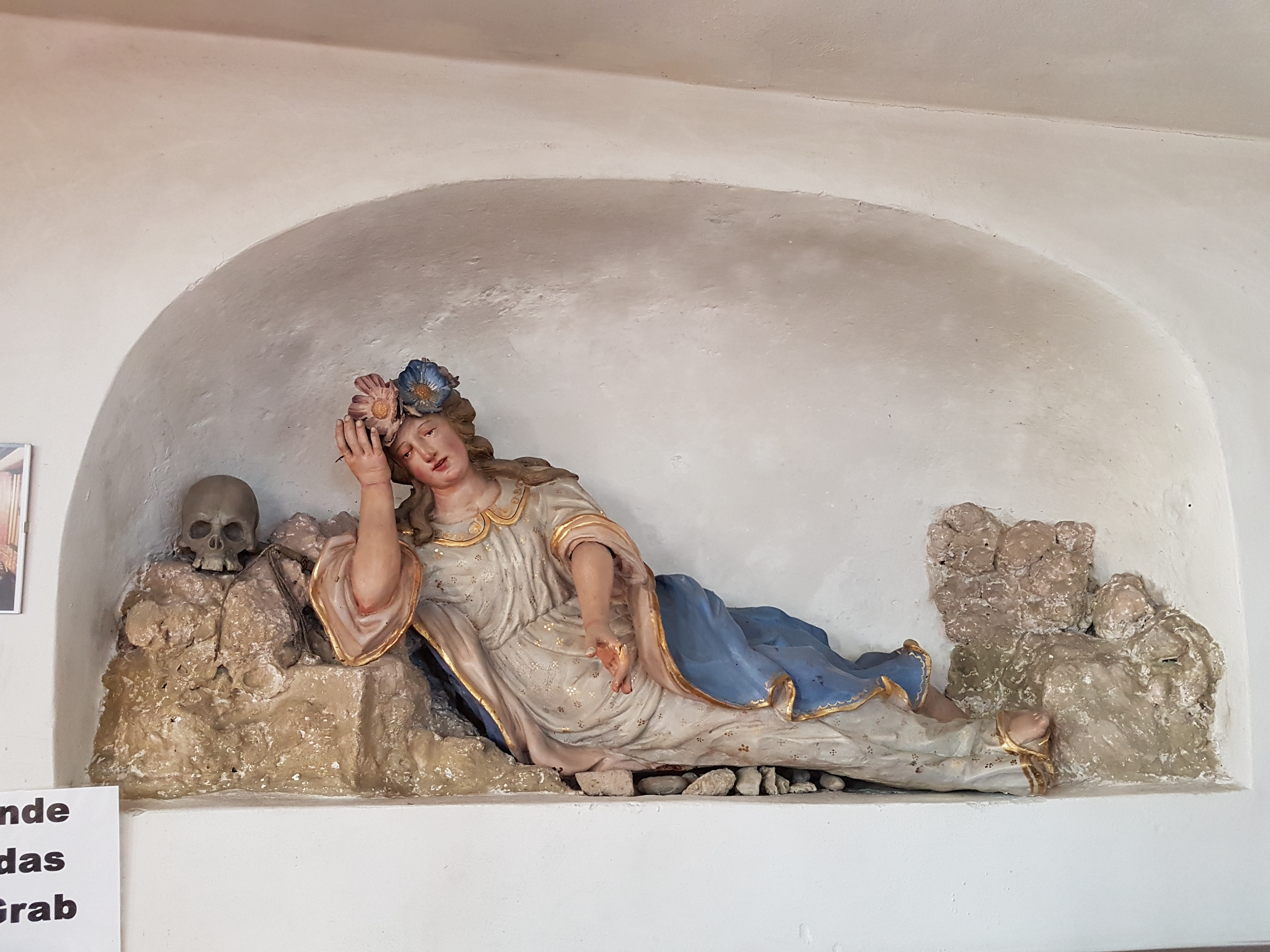
Figur der hl. Rosalia in Holzburg

- Das Taufbecken in St. Georg in Bachern von 1734 gilt als sein Hauptwerk
- Heiliger Josef in St. Elisabeth in Adelzhausen
- Palmeselchristus aus der ehemaligen St. Veitskapelle bei St. Jakob in Friedberg von 1738, heute im Herzoglichen Georgianum in München[1]
- Geißelchristus in St. Vitus in Bachern
- Taufbecken sowie Figuren der heiligen Anna und Maria in St. Johannes Baptist in Paar
- mit Bartholomäus Öberl: Figuren in der Salzbergkapelle zwischen Anwalting und Gebenhofen (Landkreis Aichach-Friedberg); die Originale heute in der Filialkirche St. Andreas in Anwalting, in der Kapelle Kopien
- Figuren in St. Laurentius in Rinnenthal
- Figuren des heiligen Michael und des heiligen Franz Xaver in St. Stephan in Wiffertshausen
- Figur der heiligen Rosalia in der Kirche Maria Hilf in Holzburg (Ried)[2]
- Kreuzigungsgruppe und Figur des heiligen Vitus in der Kapelle Zur Heiligen Familie in Griesbachmühle (Friedberg)
- Figur des heiligen Johann Nepomuk in der Filialkirche St. Markus in Rapperzell